# Изображение
Вижте пояснителната страница за други значения на Изображение.
Изображение (на английски: image, латински: imago) е артефакт, който изобразява, дава перцепция, като фотография или 2D картина, която изобразява определен обект на фотографията и изображението, който може да е физически обект, но най-често това са снимки на хора.
Освен с фотоапарати, изображения могат да се правят с телескопи, микроскопи, дори камери, които могат да заснемат голям обхват от phenomena.
Основно разграничаваме вида на изображението, взето от природата / изкуствено генерирано, с компютър или по друг начин, статично или което е с продължителност (видео или филм), цветни или черно бели, обработени и необработени изображения.
Разбира се, различните фотографи, фотографии и фотографски техники, течения могат да бъдат анализирани и разглеждани през различни теоретични, технични рамки и „философски четения“, макар че всеки фотограф и филмов режисьор има своя предпочитана теория (за момента), усещане, идея или желание за реализация, които са вложени в работата върху едно изображение. Това най-общо разделя подхода към изображението на два вида – публика и съответно екип, който участва, заедно с актьори, техници и самият фотограф/режисьор, и съответно хуманитарно четяща публика, тези, които вдъхновени от едно изображение могат да обговорят неговите идеи и символики, да го „линкнат“ към други произведения с подобни характеристики или да анализират перспектива, движение / статичност, съдържание (скрипт) и т.н.
Характерни особености на изображението (фотографско или филмово) са неговото качество, на неговите характеристики (динамика, качество на картината, ефекти, естетически характеристики), очакване (при мини изображения преди зареждане на цялото или трейлъри), но особено и общо усещане по време и след гледане на изображението. Естествено, за всеки зрител е очаквано интерес и емоция по време на гледането, смисъл и положителна мотивация плюс подобрен здравен модус (в аспектите на подобрено общо състояние, подобрена физиомоторика и емоционална удовлетвореност или поне очакването за такава).